# Граф Фостера
У математичній теорії графів, граф Фостер є двочастковий. Це 3-регулярний граф з 90 135 вершинами й ребрами.
Граф Фостер є гамільтоновим і має хроматичний номер 2, хроматичний індекс 3, радіус 8, діаметр 8 і розпірку 10. Він також 3-вершинно-зв'язний і 3-реберно-зв'язний граф.
Всі кубічні дистанційно-регулярні графи відомі.Граф Фостера є одним з 13 таких графів. Це унікальний дистанційно-транзитивний граф з масивом перетинів {3,2,2,2,2,1,1,1, 1,1,1,1,2,2,2,3}. Це можна побудувати як інцидентність графа часткового лінійного простору, яка є унікальною потрійною кришкою, без 8-кутників узагальненого чотирикутника GQ (2,2). Граф названий на честь Р. М. Фостер. Він виконав перепис кубічних симетричних графів, враховуючи цей графік.

## Алгебраїчні властивості
Група автоморфізмів графа Фостера є групою порядку 4320. Він діє транзитивно на вершинах, по краях і на дугах графа. Тому граф Фостера є симетричним. Він має автоморфізм, який бере з однієї будь-якої вершини в будь-яку іншу вершину і будь-який край будь-якого іншого краю. За даними перепису Фостера, граф Фостера, який посилається, як F90A, є єдиним кубічним симетричним графом на 90 вершинах.  Характеристичний многочлен графа Фостера дорівнює: 
{\displaystyle (x-3)(x-2)^{9}(x-1)^{18}x^{10}(x+1)^{18}(x+2)^{9}(x+3)(x^{2}-6)^{12}}.

## Галерея

Фостер кольоровий граф, щоб виділити різні цикли
Хроматичне число графа Фостера 2.
Хроматичний індекс графа Фостера 3.